# 太田警察署 (群馬県)
太田警察署（おおたけいさつしょ）は、群馬県警察が管轄する警察署の一つである。

## 所在地
- 群馬県太田市鳥山下町400-5

## 管轄区域
- 群馬県太田市

## 組織
- 警務課 - 警務係、警察安全相談係、犯罪被害者支援係
- 留置管理課 - 留置管理係
- 会計課 - 会計係
- 生活安全課 - 生活安全係
- 地域課 - 地域係
- 刑事第一課 - 総務係、刑事係、鑑識係
- 刑事第二課 - 総務係、刑事係
- 交通課 - 交通係
- 警備課 - 警備係

また、本署内には群馬県警察本部交通機動隊東毛分駐隊と群馬県警察本部高速道路交通警察隊太田分駐隊が配備されている。

## 交番
- 駅前交番（太田市東本町16番4号 東武鉄道太田駅構内）
- 東長岡町交番（太田市東長岡町1796番地5）
- 太田中央交番（太田市飯田町1315番地1）
- 宝泉交番（太田市由良町896番地3）
- 高林交番（太田市高林東町1794番地）
- 尾島交番（太田市尾島町436番地1）
- 新田交番（太田市新田金井町607番地）
- 藪塚本町交番（太田市大原町638番地66）

## 駐在所
- 鳥山駐在所（太田市鳥山下町882番地4）
- 龍舞駐在所（太田市龍舞町2080番地1）
- 強戸駐在所（太田市菅塩町357番地）
- 只上駐在所（太田市只上町321番地1）
- 丸山駐在所（太田市矢田堀町361番地13）

## 主な未解決事件
- 太田市パチンコ店女児失踪事件[2]